# 张难先
张难先（1873年—1968年），字义痴，湖北沔阳人，中国近代政治人物。

## 生平
张难先早年投湖北陆军第八镇工程营为士兵；1907年日知会谋响应萍浏醴起义，为政府破坏，他在沔阳被捕，送武昌狱。后加入文学社，参加辛亥革命，武昌起义胜利后、湖北军政府成立，张难先则辞官回乡以种田教书糊口。随后袁世凯复辟，1923年，孙中山在广州掀起护国运动，张难先響应李济深邀请，再次进入政坛，当选广东省监察室主任、广东省土地厅厅长、湖北省财政厅厅长，南京国民政府銓敘部首任部長(1929年)、浙江省政府主席等职位。1931年，九一八事变后，身为浙江省政府主席的张难先通电抗议蒋介石与日军求和，并拒绝蒋的上将国策顾问聘书。1949年与中共联系，配合后者攻占武汉。
中华人民共和国成立后，当选第一届全国人大常委会委员；曾任中南军政委员会副主席；1968年9月11日在北京逝世。